# Zhlobin
Zhlobin (bielorruso: Жло́бін; ruso: Жло́бин) es una ciudad subdistrital de Bielorrusia, capital del distrito homónimo en la provincia de Gómel.
En 2022, la ciudad tenía una población de 77 028 habitantes. Es la tercera ciudad más poblada de la provincia, después de Gómel y Mazyr.
Se ubica junto a la orilla occidental del río Dniéper, a medio camino entre Babruisk y Gómel sobre la carretera M5.

## Historia
Se conoce la existencia del asentamiento en documentos desde 1654, cuando se menciona como un castillo atacado durante la guerra ruso-polaca. En 1790, Estanislao II Poniatowski otorgó al pueblo cuatro ferias anuales y un mercado semanal. En la partición de 1793 pasó a formar parte del Imperio ruso, que lo integró en la gobernación de Maguilov y en 1818 lo clasificó como miasteczko.
Fue una pequeña localidad rural hasta finales del siglo XIX, cuando comenzó a desarrollarse como un importante poblado ferroviario: en 1873 se abrió aquí una estación en la línea de Asipóvichy a Gómel, de la cual partieron en 1902 una línea a Vítebsk y en 1915 otra a Kalínkavichy. En 1924 pasó a ser una capital distrital en la RSS de Bielorrusia, que le dio el estatus de ciudad en 1925. En la segunda mitad del siglo XX creció notablemente como centro industrial: su economía se sigue basando en la presencia de varias industrias, entre la que destaca una gran planta de fabricación del acero con más de doce mil empleados.